# 秋吉敏子
秋吉敏子（Akiyoshi Toshiko，1929年12月12日—）是一位旅居美国的日本爵士乐钢琴演奏家、作曲家、编曲家及乐队领队。是当代最具影响力的爵士音乐家之一，她曾14次获得格莱美奖提名，并创纪录地成为首位在《重拍》杂志年度读者票选中同时斩获最佳编曲与作曲奖项的女性音乐家。其艺术生涯被载入1984年纪录片《爵士是我的母语》 （Jazz Is My Native Language.），1996年出版自传《与爵士相伴的人生》。2007年，美国国家艺术基金会授予其"爵士大师"荣誉称号，以表彰其对美国文化艺术的卓越贡献。

## 生平
1929年12月12日，秋吉敏子出生于中国辽宁辽阳的日本侨民家庭，是家中四姐妹中最年幼者。1945年第二次世界大战结束后，秋吉家族失去居所返回日本，定居日本别府。别府当地一位唱片收藏家播放泰迪·威尔逊（Teddy Wilson）演奏的《甜蜜的洛兰》（Sweet Lorraine）使她接触到爵士乐，秋吉马上被这种音乐吸引并开始系统研习。1953年，钢琴家奥斯卡·彼得森（Oscar Peterson）在日本巡演期间，于银座的一家俱乐部发现秋吉的演奏才华。彼得森对其印象深刻，力荐唱片制作人诺曼·格兰兹（Norman Granz）为其录音。同年，在格兰兹指导下，她与彼得森节奏部成员吉他手赫伯·艾利斯（Herb Ellis）、低音提琴家雷·布朗（Ray Brown）及鼓手J·C·希尔德（J. C. Heard）合作录制首张专辑。该专辑在美国以《敏子的钢琴》（Toshiko's Piano）为名发行，日本版则定名为《惊异的秋吉敏子》（Amazing Toshiko Akiyoshi）。
秋吉敏子曾赴波士顿伯克利音乐学院深造爵士乐。1955年，她致信院长劳伦斯·伯克（Lawrence Berk），请求入学机会。在历经一年与美国国务院及日本政府的外交斡旋后，伯克终获准录取秋吉，音乐学院提供全额奖学金及赴波士顿机票。1956年1月，她成为伯克利首位日本籍学生。1956年3月18日，入学后不久，她即作为嘉宾参与CBS电视智力竞赛节目《猜猜我是谁》（What's My Line?）的录制。1998年，伯克利音乐学院（此时已更名为伯克利音乐学院，Berklee College of Music）授予其荣誉音乐博士学位。
赴美初期，秋吉敏子因其日本身份遭遇文化认同困境。部分观众视其为"新奇现象"而非一个在美国演奏爵士乐的日本女性音乐家。据其本人在《洛杉矶时报》采访中坦言："当时一个日本女性像巴德·鲍威尔（Bud Powell）那样演奏实属罕见，媒体关注更多源于猎奇心理，而非艺术造诣"。尽管出生于中国东北，秋吉始终认自认是日本人，截至2010年，她仍未申请美国公民身份。
1959年，秋吉与萨克斯风演奏家查理·马里亚诺（Charlie Mariano）结婚，育有一女美智留（Michiru）。1967年，二人在共同组建多支乐队后离婚。同年，她结识萨克斯风演奏家卢·塔巴克（Lew Tabackin），两人于1969年结婚。1972年，二人与美智留移居洛杉矶。1973年3月，秋吉与塔巴克组建16人编制大乐队，成员皆为职业录音室乐手。秋吉负责作曲编曲，塔巴克担任次中音萨克斯与长笛独奏。乐队于1974年录制首张专辑《孤军》（Kogun），标题源自二战日军士兵小野田宽郎在丛林作战三十年的真实事件，隐喻“一人之军的坚韧精神”。该专辑在日本市场获得商业成功，并开启乐队艺术声誉的积累。
1982年，秋吉与丈夫迁居纽约，重组以卢·塔巴克为灵魂人物的秋吉敏子爵士乐团（Toshiko Akiyoshi Jazz Orchestra featuring Lew Tabackin）。为维持大乐队运营，秋吉通过小型乐队巡演筹措资金。此后多年，BMG唱片公司持续在日本发行其大乐队作品，却始终未在美国市场同步推广。尽管秋吉得以在美国发行若干钢琴独奏及小编制专辑，其多数后期大乐队作品仅限日本本土发行。
2003年12月29日，乐队在驻演逾七年的纽约鸟园爵士俱乐部（Birdland）举行告别演出。秋吉解释了解散原因：美国唱片公司对大乐队缺乏签约意愿令其深感挫折，同时希望回归钢琴演奏本业——多年编曲工作使其疏于琴技精进。她坦言虽少有独奏录音，此实为其最倾心的艺术形式。2004年3月24日，华纳日本（Warner Japan）发行乐队最终录音室专辑《东京蓝调最后现场》（Last Live in Blue Note Tokyo），收录2003年11月28至29日的历史性演出的实况。

## 音乐创作
秋吉敏子的音乐创作深刻彰显日本文化基因，这一特质使其作品在爵士乐界独树一帜。1974年艾灵顿公爵（Duke Ellington）逝世之际，乐评人纳特·亨托夫（Nat Hentoff）在《村声》（The Village Voice）撰文指出艾灵顿音乐中的非洲文化烙印，这番论述激发秋吉系统探索自身日本音乐传统
。她将能乐吟诵（utai）、津轻三味线（tsugaru shamisen）、小鼓（kotsuzumi）与羯鼓（kakko）等传统元素融入作曲体系，同时巧妙运用日本调式与和声结构。但其音乐根基始终植根于爵士乐传统，可见艾灵顿公爵、查尔斯·明格斯（Charles Mingus）与巴德·鲍威尔（Bud Powell）等大师的影响轨迹。

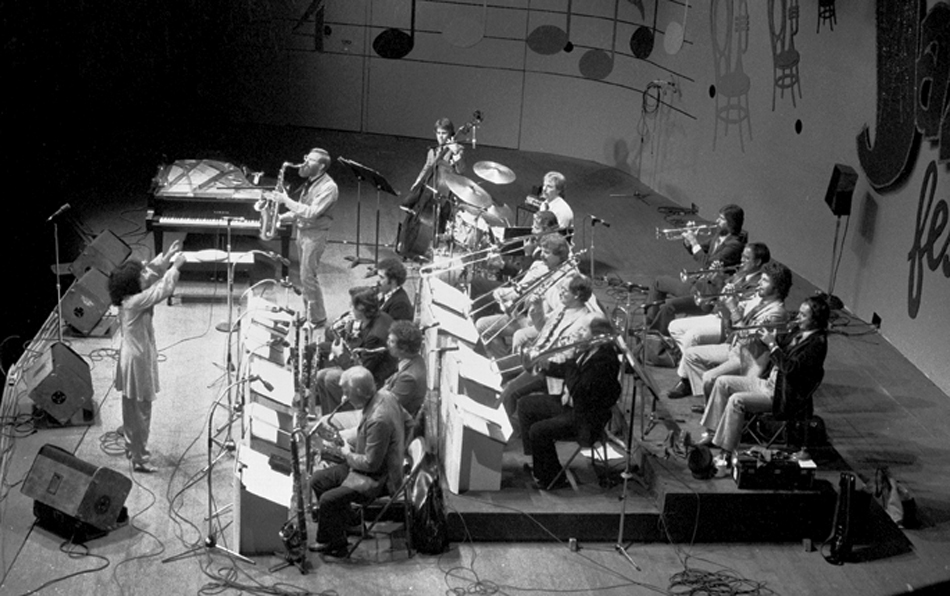
秋吉敏子－卢·塔巴克大乐队（Toshiko Akiyoshi-Lew Tabackin Big Band）

乐评人在评价其现场专辑《巡演时光》（Road Time）时指出："秋吉的大乐队作品展现出令人惊叹的作曲才华与管弦乐编配智慧，使其跻身极少数可与艾灵顿公爵、埃迪·索特（Eddie Sauter）及吉尔·埃文斯（Gil Evans）比肩的爵士乐作曲家-编曲家行列"。
1999年，佛教僧侣中川究道（Kyudo Nakagawa）邀请秋吉为其故乡广岛创作纪念作品。他寄送的核爆现场照片令秋吉深受震撼，坦言最初因题材沉重无从下笔。直至目睹一张年轻女性微笑着从地下掩体走出的画面，她以"希望"主题。以此为精神内核，秋吉创作了三乐章组曲《广岛：深渊重生》（Hiroshima: Rising from the Abyss）。该作品于2001年8月6日——广岛核爆56周年纪念日，在广岛首演，后收录于2002年同名专辑《广岛：深渊重生》（Hiroshima – Rising from the Abyss）。